# Айнёдер, Теа
Теа Айнёдер (нем. Thea Einöder; род. 8 июня 1951, Регенсбург, Бавария), в замужестве Штраубе (нем. Straube) — немецкая гребчиха, выступавшая за сборную ФРГ по академической гребле в середине 1970-х годов. Обладательница бронзовой медали летних Олимпийских игр в Монреале, бронзовая призёрка чемпионата мира, победительница регат национального и международного значения.

## Биография
Теа Айнёдер родилась 8 июня 1951 года в городе Регенсбург, ФРГ. Проходила подготовку в Мюнхене в одном из местных гребных клубов Rudergesellschaft München.
Впервые заявила о себе в гребле в 1968 году, став чемпионкой Западной Германии среди юниоров в программе парных лодок.
Принимала участие в мировом первенстве 1974 года в Люцерне, где заняла седьмое место в четвёрках распашных с рулевой.
Первого серьёзного успеха на взрослом международном уровне добилась в сезоне 1975 года, когда вошла в основной состав западногерманской национальной сборной и побывала на чемпионате мира в Ноттингеме, откуда привезла награду бронзового достоинства, выигранную в зачёте распашных рулевых четвёрок — в финале пропустила вперёд только экипажи из ГДР и Болгарии.
Благодаря череде удачных выступлений удостоилась права защищать честь страны на летних Олимпийских играх 1976 года в Монреале — вместе с напарницей Эдит Экбауэр выиграла в безрульных двойках бронзовую олимпийскую медаль, уступив в финале командам из Болгарии и Восточной Германии. Это была первая олимпийская медаль в истории женской западногерманской академической гребли.
Вскоре по окончании монреальской Олимпиады Айнёдер приняла решение завершить карьеру спортсменки. За выдающиеся спортивные достижения была награждена президентом Вальтером Шеелем высшей спортивной наградой Германии «Серебряный лавровый лист».